# بورس زاگرب
بورس زاگرب (به کرواتی: Zagrebačka burza)
بورس اوراق بهادار کروات مستقر در زاگرب، کرواسی است، که در سال ۲۰۰۸ ارزش بازار سرمایه آن بالغ بر ۳۲٫۷ میلیارد دلار برآورد گردید و هم‌اکنون به‌عنوان مهم‌ترین بازار بورس فعال در کشور کرواسی شناخته می‌شود.
بورس اوراق بهادار زاگرب در سال ۱۹۹۱ توسط ساموئل دیوید الکساندر تأسیس شد. در سال ۲۰۰۸ سهام ۳۷۶ شرکت، در بازار بورس زاگرب مبادله می‌شود.